# Länsväg N 886
Länsväg N 886 är en övrig länsväg i Hylte kommun i Hallands län (Småland) som går mellan byarna Vare och Hässlehult i Södra Unnaryds distrikt (Södra Unnaryds socken). Vägen är 4,5 kilometer lång, asfalterad och passerar bland annat byn Ringshult. Hastighetsgränsen är 70 km/h förutom en kortare sträcka genom byn Vare där den är sänkt till 50 km/h.
Vägen ansluter till:
- Länsväg N 870 (vid Vare)
- Länsväg N 876 (vid Hässlehult)